# Milton Júnior
Milton Júnior (sinh ngày 7 tháng 3 năm 1991) là một cầu thủ bóng đá người Brasil.

## Sự nghiệp câu lạc bộ
Milton Júnior hiện đang chơi cho SC Sagamihara.